# Ariège
Ariège (en occitano Arièja) es un departamento francés que limita al sureste con Pirineos Orientales, al noroeste con Alto Garona, al noreste con Aude y al sur con Cataluña (Lérida). Forma parte, desde el 1 de enero de 2016, de la región de Occitania.
El departamento toma su nombre del río Ariège, afluente del río Garona. Sus habitantes reciben el gentilicio francés de Ariégeois.

## Historia
El departamento fue creado durante la Revolución francesa, el 4 de marzo de 1790 en aplicación de la ley del 22 de diciembre de 1789, cuando se fusionaron los Condados de Foix y de Coserans.
Se ha hecho una solicitud ante el Conseil d'État francés para cambiar el nombre del departamento a Ariège-Pyrénées. De acuerdo con los partidarios del proyecto, la mención Pyrénées permitiría situarlo mejor para así promoverlo en toda Francia.

## Geografía
- Limita al noreste con Aude, al sureste con los Pirineos Orientales, al sur con Andorra y  la provincia de Lérida (España), y al noroeste con el Alto Garona.
- Mayor altura: Pica d'Estats (3 145 m), en la frontera franco-española.
- Punto más bajo:  salida del río Lèze (203 m)
- Carretera a mayor altura: Port de Pailhères (2 001 m)
- Otras cimas: Pico de Port de Sullo (3 143 m), Pico Montcalm (3 078 m), Pico de las Bareytes (2 951 m), Pico de Serrère (2 912 m)
- Principales ríos: Ariège, Salat, Lèze, Hers, Arize y Arac
- El río subterráneo de Labouiche, de 4,5 km de longitud, es el río subterráneo navegable más largo del mundo.
- Mayor lago: Lago de Montbel (570 hectáreas)
- Lagunas de Bethmale (10 ha), de Mondély, de Labarre, de Bompas, de Sainte-Croix-Volvestre. Lagos de Peyrau, de Saint-Ybars
- Grutas: Le Mas-d'Avril, Niaux, Le Portel, Bédeilhac, Les Trois Frères, Lombrives (las mayores de Europa), Vache-Alliat

## Demografía
| 196 454 | 253 730 | 265 607 | 267 435 | 251 318 | 251 318 | 250 436 |         |         |
| 1872    | 1876    | 1881    | 1886    | 1891    | 1896    | 1901    |         |         |
| 246 298 | 244 795 | 240 601 | 237 619 | 227 491 | 219 641 | 210 527 |         |         |
| 1906    | 1911    | 1921    | 1926    | 1931    | 1936    | 1946    |         |         |
| 205 684 | 198 725 | 172 851 | 167 498 | 161 265 | 155 134 | 145 956 |         |         |
| 1954    | 1962    | 1968    | 1975    | 1982    | 1990    | 1999    | 2010    | 2017    |
| 140 010 | 137 192 | 138 478 | 137 857 | 135 725 | 136 455 | 137 205 | 152 038 | 153 153 |

Notas a la tabla:
- Las fronteras definitivas con Andorra se fijaron el 14 de abril de 1862. Los límites con España —rectificados en 1856, 1862, 1863 y 1866— se fijaron definitivamente el 14 de junio de 1906. Las modificaciones producidas  desde 1801 hasta esa fecha no implicaron transferencia de población.

Las mayores ciudades del departamento son (datos del censo de 2010):
- Pamiers 15 372 habitantes; 33 262 en la aglomeración.
- Foix: 9 885 habitantes; 18.477 en la aglomeración.
- Saint-Girons: 6500 habitantes, 9 922 en la aglomeración
- Lavelanet: 6 525 habitantes, 10 000 en la aglomeración